# Dachsloch
Dachsloch is een plaats in de Duitse gemeente Bromskirchen, deelstaat Hessen, en telt 12 inwoners (2007).